# Simulium underhilli
Simulium underhilli is een muggensoort uit de familie van de kriebelmuggen (Simuliidae). De wetenschappelijke naam van de soort is voor het eerst geldig gepubliceerd in 1969 door Stone and Snoddy.